# Estadio Héroes Nacionales
El Estadio Héroes Nacionales (en inglés:Heroes National Stadium) es un estadio de usos múltiples ubicado en la ciudad de Lusaka, Zambia. El estadio fue inaugurado en 2014 y posee una capacidad para 60 000 asientos. Es utilizado de preferencia para partidos de fútbol de la Selección de fútbol de Zambia.
El nombre del estadio refiere a la catástrofe aérea de la Selección nacional de Zambia, ocurrida el 27 de abril de 1993 en el Océano Atlántico a unos 500 metros de la costa de la ciudad de Libreville en Gabón, la tragedia costó la vida de la mayor parte del equipo nacional de fútbol. El estadio nombrado originalmente Estadio Nacional Héroes del desastre de Gabón, fue rebautizado como Estadio Héroes Nacionales.
El nuevo estadio fue impulsado en conjunto entre el gobierno local y aportes del gobierno chino, el contrato de construcción fue adjudicado a empresas chinas, que iniciaron la construcción en 2012.
El 25 de enero de 2015 el estadio albergó la ceremonia de investidura del nuevo presidente de Zambia, Edgar Lungu.